# Adımı Kalbine Yaz
Az Adımı Kalbine Yaz Tarkan török énekes 2010. július 29-én megjelent albuma. Az album első kislemeze a Sevdanın Son Vuruşu című dal. Az album valójában egy középlemez, öt dal és ezek remixváltozatai találhatóak rajta. A lemezen az énekes újra együtt dolgozott Ozan Çolakoğlu zenei producerrel, illetve számos elismert török zeneszerzővel és dalszövegíróval, mint például Aysel Gürel, Mithat Can Özer, Yıldız Tilbe és Gülşah Tütüncü. A Hürriyet jelentése szerint az albumból elővételben 100 000 példány fogyott el, ami aranylemezt ér Törökországban. 2010-ben a legtöbbet eladott album volt Törökországban 355 000 példánnyal.

## Dallista
| 1.    | Sevdanın Son Vuruşu                      | Aysel Gürel         | Tarkan                  | 5:07 |
| 2.    | Acımayacak                               | Mithat Can Özer     | Mithat Can Özer         | 4:32 |
| 3.    | İşim Olmaz                               | Yıldız Tilbe        | Yıldız Tilbe            | 4:13 |
| 4.    | Kayıp                                    | Günay Çoban         | Tarkan                  | 4:58 |
| 5.    | Öp                                       | Sezen Aksu · Tarkan | Ozan Çolakoğlu · Tarkan | 3:47 |
| 6.    | Adımı Kalbine Yaz                        | Tarkan              | Tarkan                  | 5:12 |
| 7.    | Sen Çoktan Gitmişsin                     | Sezen Aksu          | Ozan Çolakoğlu          | 4:26 |
| 8.    | Usta-Çırak                               | Gülşah Tütüncü      | Gülşah Tütüncü          | 3:25 |
| 9.    | Acımayacak (Gürcell Club Mix)            | Mithat Can Özer     | Mithat Can Özer         | 4:58 |
| 10.   | Adımı Kalbine Yaz (Ozinga Club Mix)      | Tarkan              | Tarkan                  | 4:21 |
| 11.   | Sevdanın Son Vuruşu (Suat Ateşdağlı Mix) | Aysel Gürel         | Tarkan                  | 5:20 |
| 12.   | Öp (Gürcell Club Mix)                    | Sezen Aksu · Tarkan | Ozan Çolakoğlu · Tarkan | 5:07 |
| 13.   | Sevdanın Son Vuruşu (Kivanch K Mix)      | Aysel Gürel         | Tarkan                  | 9:43 |
| 65:09 |                                          |                     |                         |      |

## Díjak, elismerések
- 17. KRAL TV zenei díjkiosztó[5][6]
  - Legjobb album
  - Legjobb dal (Sevdanın Son Vuruşu)
  - Legjobb dalszöveg (Aysel Gürel [posztumusz]: Sevdanın Son Vuruşu)
  - Legjobb zeneszerző (Tarkan: Sevdanın Son Vuruşu)
  - Legjobb videóklip: (Öp; rendezte: Nadir Bekar)
  - Legjobb producer (Ozan Çolakoğlu)
  - Legtöbbet eladott album